# Helsinki Rams 1983
Questa voce raccoglie le informazioni riguardanti gli Helsinki Rams nelle competizioni ufficiali della stagione 1983.
Non sono noti tutti i risultati.

## Vaahteraliiga 1983

### Stagione regolare
| 1983 1ª giornata | MAJS | 28 – 13 | Helsinki Rams |  |

| 1983 2ª giornata | East City Giants | 46 – 0 | Helsinki Rams |  |

| 1983 3ª giornata | Helsinki Roosters | 47 – 0 | Helsinki Rams |  |

| 1983 4ª giornata | Vantaan TAFT | 14 – 7 | Helsinki Rams |  |

| 1983 5ª giornata | Helsinki Rams | 27 – 0 | Hyvinkää Falcons |  |

| 1983 6ª giornata | Espoo Poli | 17 – 7 | Helsinki Rams |  |

| 1983 7ª giornata | Turku Trojans | 20 – 20 | Helsinki Rams |  |

## Statistiche di squadra
| Competizione      | %Vittorie | In casa | In casa | In casa | In casa | In casa | In casa | In trasferta | In trasferta | In trasferta | In trasferta | In trasferta | In trasferta | Totale | Totale | Totale | Totale | Totale | Totale |
| Competizione      | %Vittorie | G       | V       | N       | P       | Pf      | Ps      | G            | V            | N            | P            | Pf           | Ps           | G      | V      | N      | P      | Pf     | Ps     |
| ----------------- | --------- | ------- | ------- | ------- | ------- | ------- | ------- | ------------ | ------------ | ------------ | ------------ | ------------ | ------------ | ------ | ------ | ------ | ------ | ------ | ------ |
| Stagione regolare | .214      | 1       | 1       | 0       | 0       | 27      | 0       | 6            | 0            | 1            | 5            | 47           | 172          | 7      | 1      | 1      | 5      | 74     | 172    |
| Totale            | .214      | 1       | 1       | 0       | 0       | 27      | 0       | 6            | 0            | 1            | 5            | 47           | 172          | 7      | 1      | 1      | 5      | 74     | 172    |